# Veremalua Vugakoto
Pas d'image ? Cliquez ici

a Compétitions nationales et continentales officielles uniquement.

b Matchs officiels uniquement.
Dernière mise à jour le 1 août 2024.
Veremalua Vugakoto, né le 29 décembre 1997 à Daviqele (Fidji), est un joueur de rugby à XV international fidjien évoluant au poste de talonneur. Il évolue avec les Warriors de l'Utah en Major League Rugby depuis 2020.

## Carrière

### En club
Veremalua Vugakoto suit son cursus lycéen en Nouvelle-Zélande, au Nelson College de Nelson, avec qui il joue au rugby et dispute le championnat national lycéen,. Il commence ensuite sa carrière en 2017 avec l'équipe des Nelson Marist, basés dans la même ville, et qui joue dans le championnat amateur de la région de Tasman.
Il rentre ensuite dans son pays pour jouer avec le club amateur de Naitasiri dans le championnat national fidjien.
En 2018, il rejoint l'équipe professionnelle fidjienne des Fijian Drua, qui dispute le championnat australien du NRC. Pour sa première saison professionnelle, il joue seulement trois rencontres, mais participe à la victoire finale de son équipe au terme de la saison,.
En 2019, il rejoint les Fijian Latui (en), qui sont intégrés au Global Rapid Rugby nouvellement créé.
Il rejoint l'équipe américaine des Warriors de l'Utah en Major League Rugby en 2020. Après une première saison convaincante, il prolonge son contrat pour une saison supplémentaire.

### En équipe nationale
Veremalua Vugakoto joue avec l'équipe des Fidji des moins de 20 ans en 2017, disputant à cette occasion le trophée mondial des moins de 20 ans.
À partir de 2018, il est sélectionné avec les Fiji Warriors (Fidji A), afin de disputer le Pacific Challenge.
Il est sélectionné pour la première fois avec l'équipe des Fidji en juin 2018 pour participer à la Pacific Nations Cup 2018. Il obtient sa première cape internationale le 9 juin 2018 à l’occasion d’un match contre l'équipe des Samoa à Suva.
En mai 2019, il fait partie de la présélection de 50 joueurs annoncé par la fédération fidjienne de rugby à XV pour préparer la Coupe du monde au Japon. Il est ensuite sélectionné dans le groupe définitif de 31 joueurs en août 2019,. Il dispute trois rencontres lors de la compétition, contre l'Australie, l'Uruguay et la Géorgie.

## Palmarès

### En club
- Vainqueur du NRC en 2018 avec les Fijian Drua.

### En équipe nationale
- Vainqueur du Pacific Challenge en 2018 avec les Fiji Warriors.
- Vainqueur de la Coupe des nations du Pacifique en 2018 avec les Fidji.

## Statistiques
- 10 sélections avec les Fidji depuis 2018.
- 5 points (1 essai).